# 漆叶泡花树
漆叶泡花树（学名：Meliosma rhoifolia）为清风藤科泡花树属下的一个种。